# فيون أوشيا
فيون أوشي (بالإنجليزية: Fionn O'Shea)‏ هو ممثل أيرلندي، ولد في 2 يناير 1997 في دبلن، جمهورية أيرلندا.

## روابط خارجية
- فيون أوشيا على موقع IMDb (الإنجليزية)
- فيون أوشيا على موقع ميتاكريتيك (الإنجليزية)
- فيون أوشيا على موقع روتن توميتوز (الإنجليزية)
- فيون أوشيا على موقع قاعدة بيانات الأفلام العربية
- فيون أوشيا على موقع ألو سيني (الفرنسية)
- فيون أوشيا على موقع أول موفي (الإنجليزية)
- فيون أوشيا على موقع قاعدة بيانات الأفلام السويدية (السويدية)
- فيون أوشيا على موقع قاعدة بيانات الفيلم (الإنجليزية)
- فيون أوشيا على موقع كينوبويسك (الروسية)